# Ганзафиртель (район Берлина)
Га́нзафиртель (нем. Hansaviertel, от Ганза и Viertel — квартал, произносится раздельно: Ха́нза-фи́ртель») — район Берлина, расположенный в административном округе Митте. Является самым маленьким по площади районом немецкой столицы и в то же время одним из самым густонаселённых и имеющих наибольший процент мигрантов среди населения. Центр района — площадь Ганзаплац. Ганзафиртель является густонаселённым районом, основную площадь которого занимают жилые дома. При этом основная часть жилых зданий — новостройки, построенные в послевоенное время на месте почти полностью разрушенного района. Нежилые помещения занимают лишь незначительную часть недвижимого фонда.

## История
Первые поселения на месте сегодняшнего района возникли в 1875 году. В 1861 году Ганзафиртель вместе с Моабитом были присоединены к Берлину. В 1920 году при создании «Большого Берлина» в укрупнённой немецкой столице было введено окружное деление, при этом поселение Ганзафиртель (вместе с Моабитом, Фридрихсфорштадтом и Шёнебергским форштадтом) образовали новый берлинский округ Тиргартен. В то время округа ещё не разделялись на отдельные районы. Более 90 % зданий, в первую очередь жилые дома, были полностью уничтожены при бомбардировках Берлина во время Второй мировой войны. В 1945—1990-е годы территория поселения Ганзафиртель относилась к британскому сектору оккупации.
После воссоединения Западного и Восточного Берлина в ходе административной реформы 2001 года, целью которой было уменьшение количества округов, округ Тиргартен был объединён вместе со старым округом Митте в новый укрупнённый округ Митте. Реформа также предполагала создание районов в округах, в результате чего бывший округ Митте в его старых границах стал районом, а бывший округ Тиргартен был раздроблен на три района: Моабит, Ганзафиртель и Тиргартен. С этого момента впервые район Ханзафиртель получил официальное административное определение. При этом площадь сегодняшнего района Ганзафиртель практически совпадает с площадью застроек 1874 года.

## Галерея

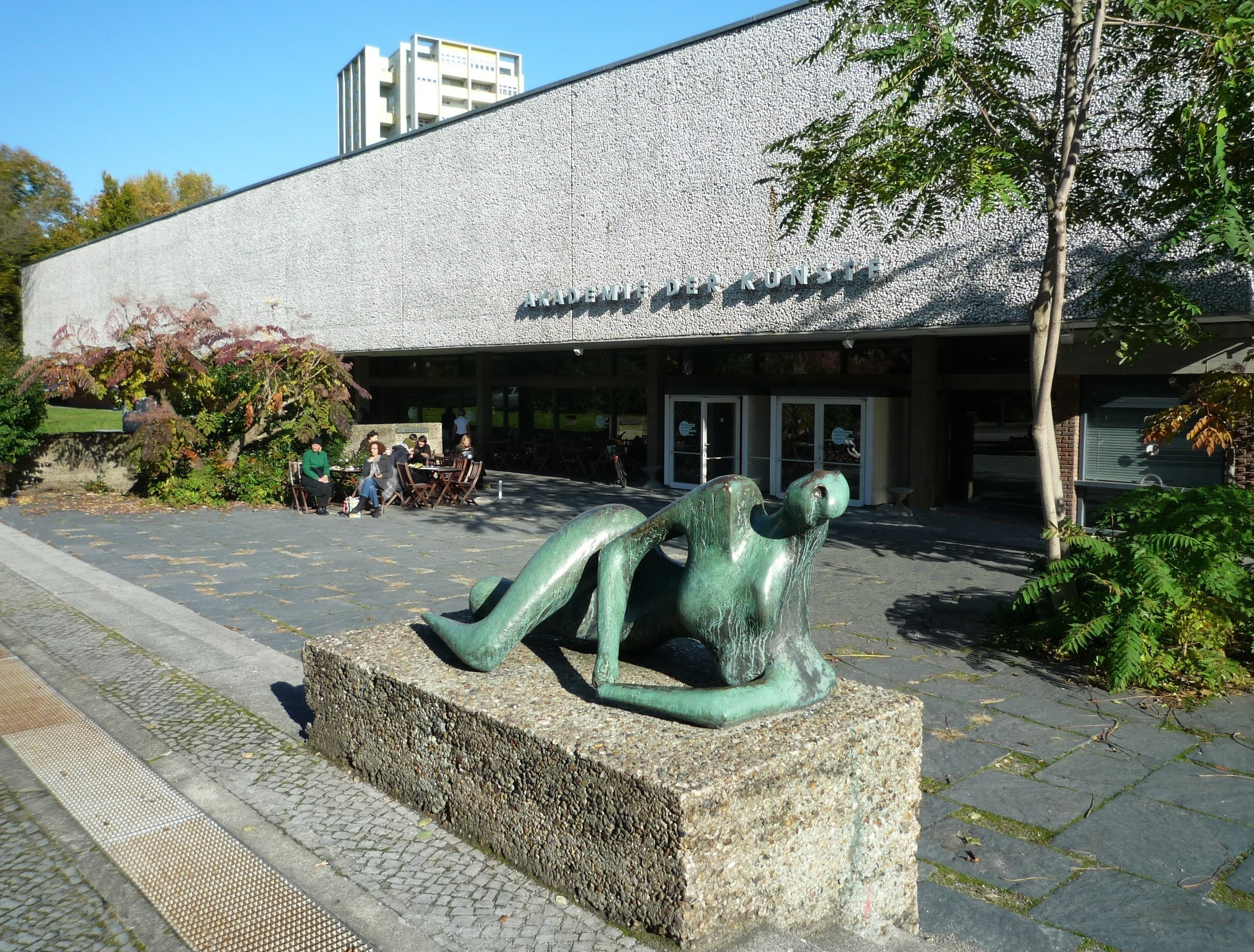
Берлинская Академия Искусств
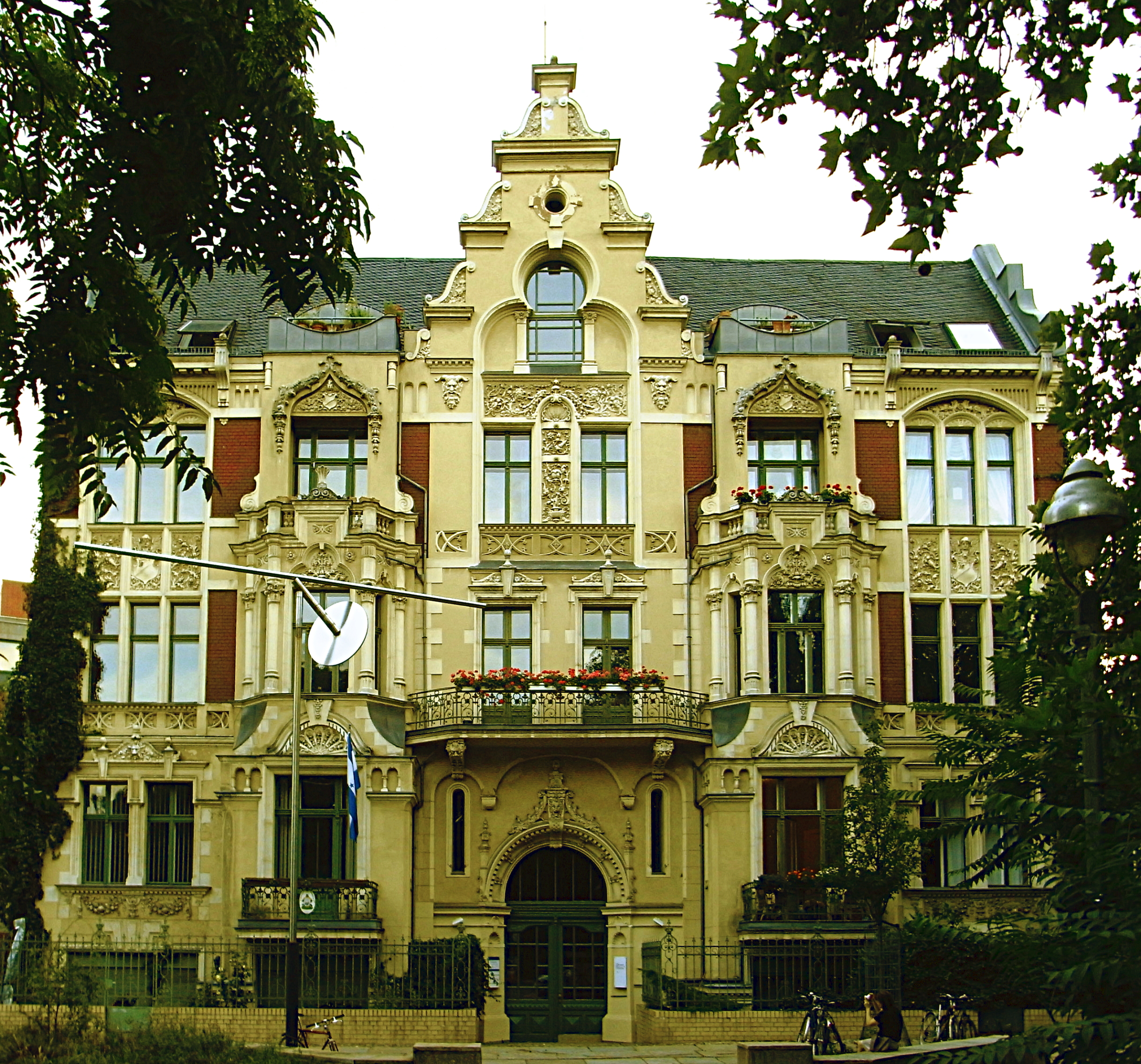
Старинное здание на Куксхафенер-Штрассе
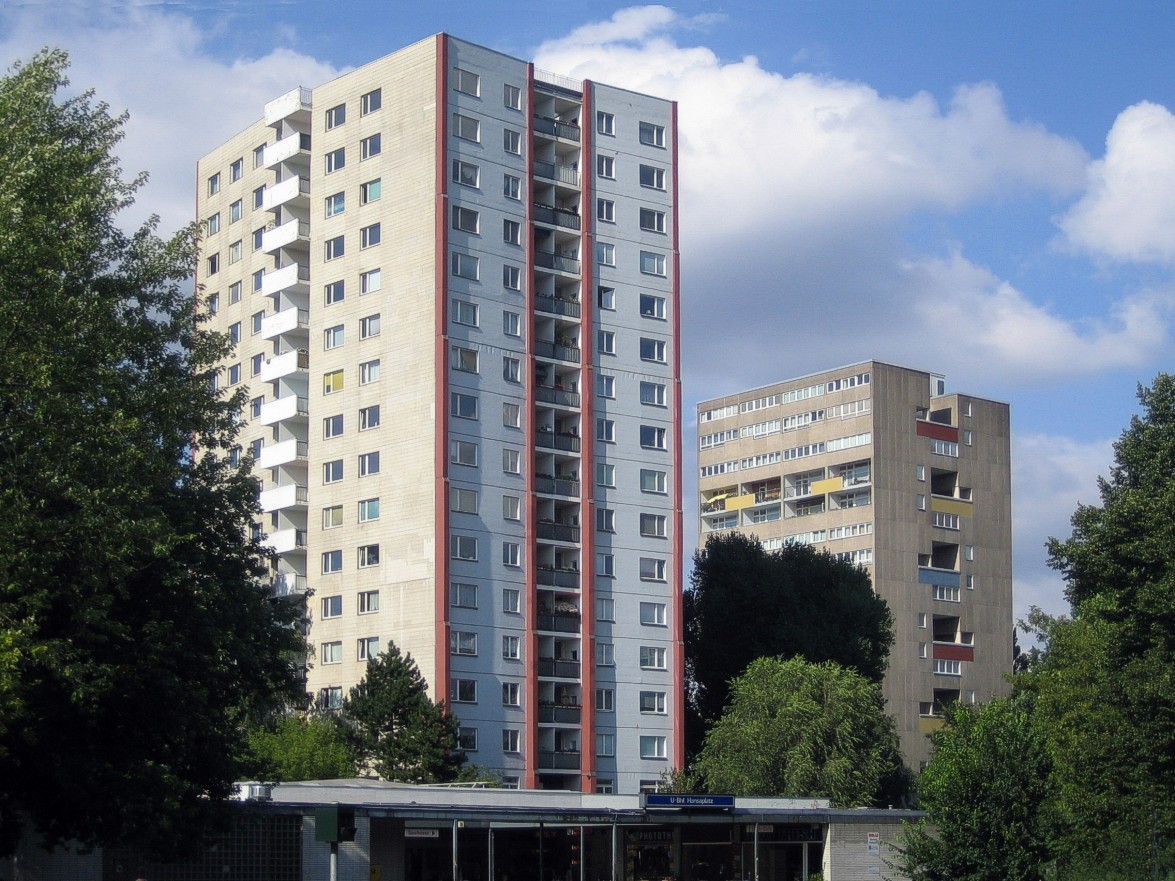
Многоэтажные новостройки
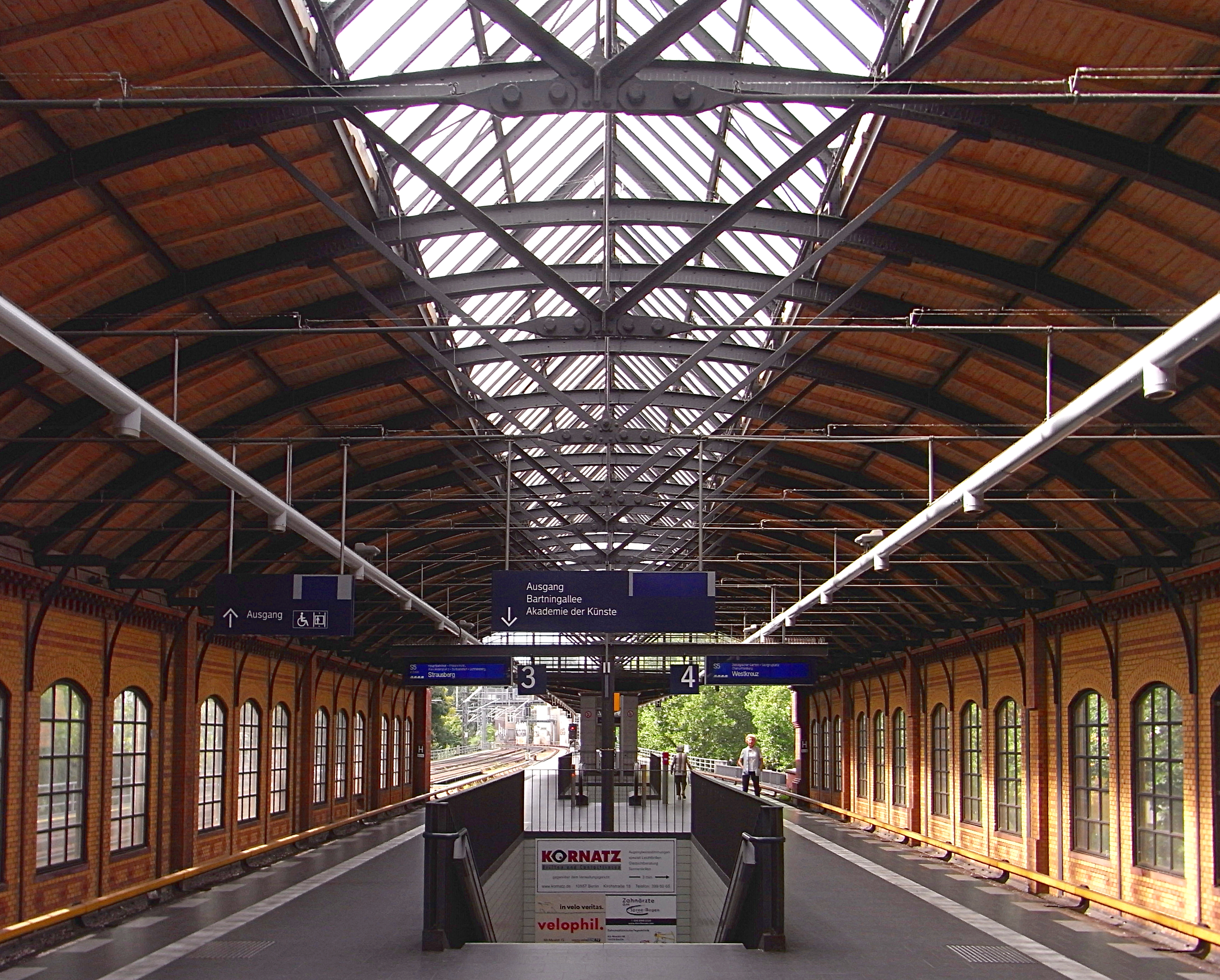
Вокзал Бельвю
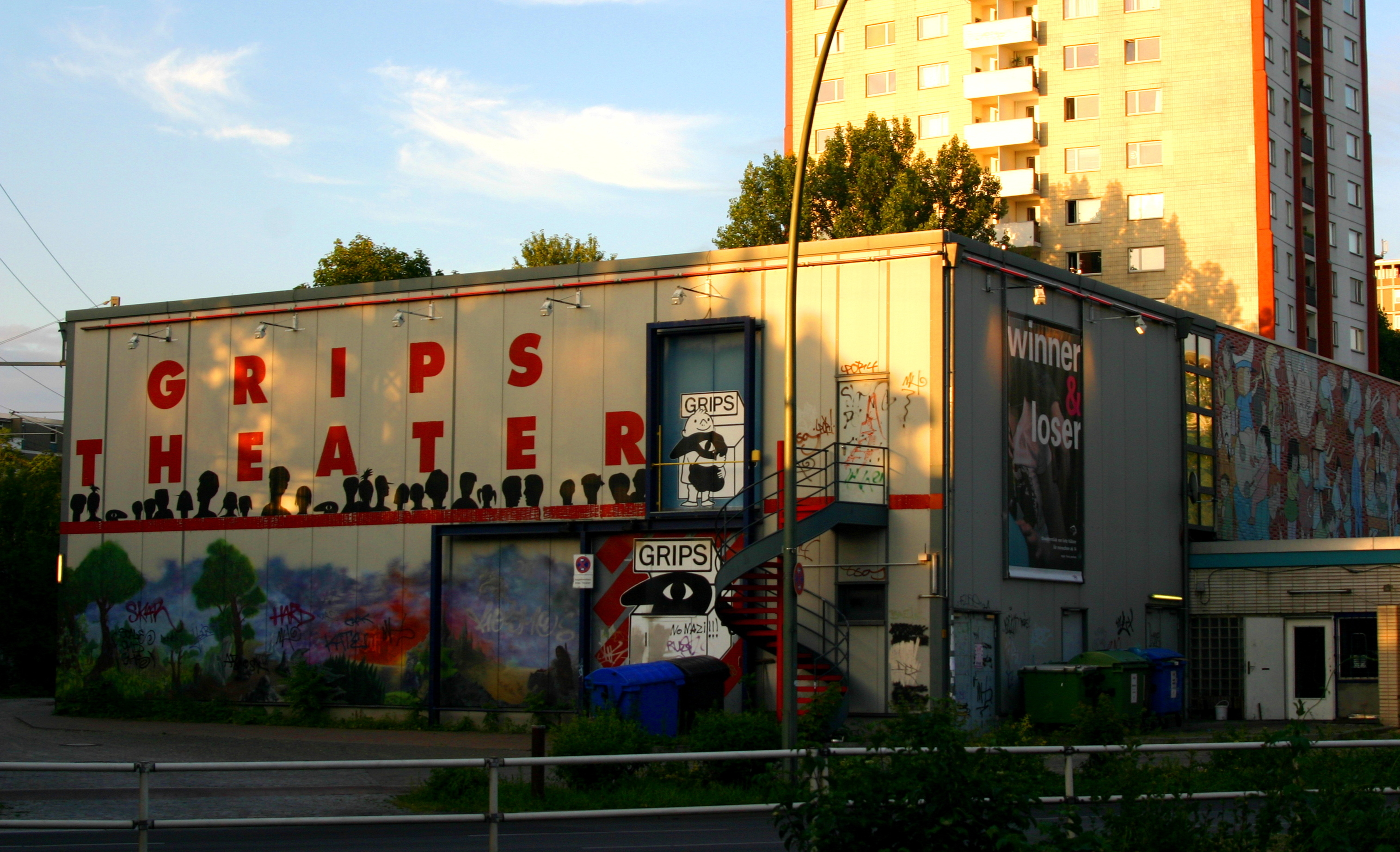
«Грипс-театр» на Ганзаплац
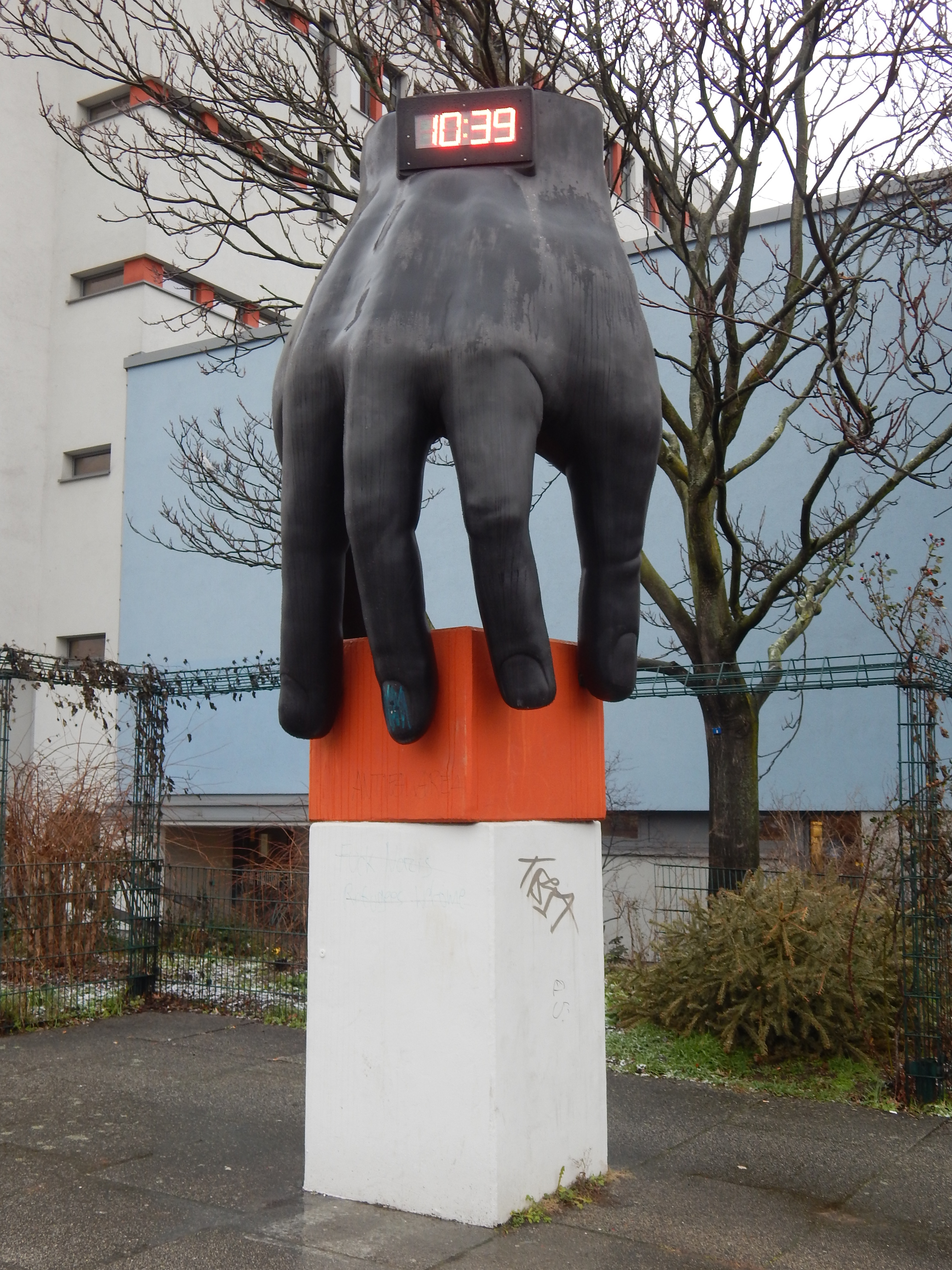
Рука с часами — скульптура на пересечении улиц Альтонаэр-штрассе и Лессингштрассе